# Doetinchem

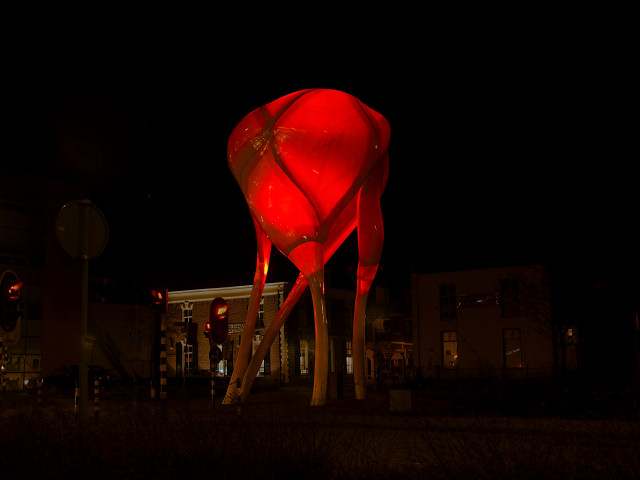
D-toren, Doetinchem

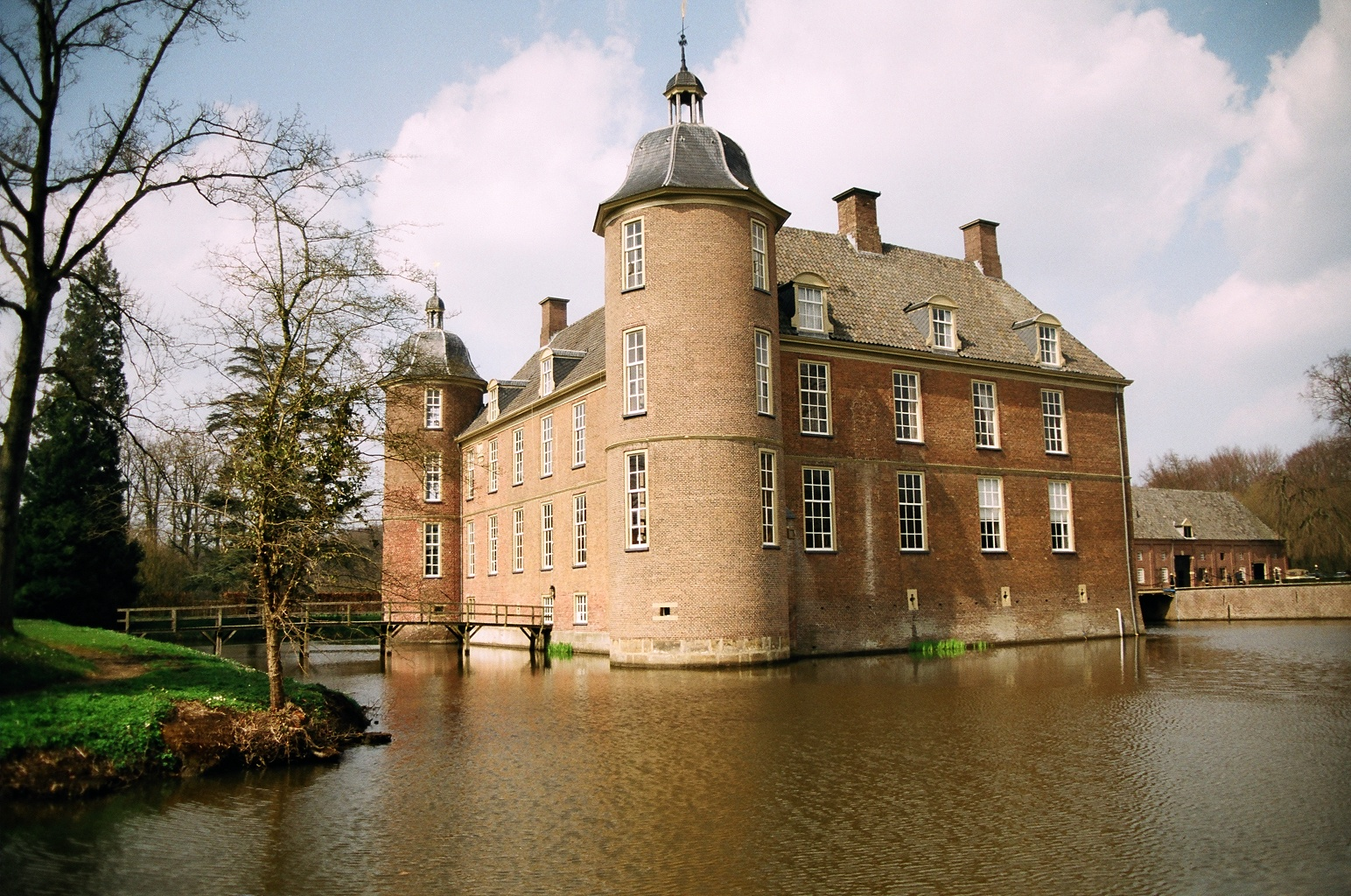
Castelul Slangenburg

Doetinchem este o comună și un oraș în provincia Gelderland, Țările de Jos. Comuna este localizată în imediata apropiere a graniței cu Germania. În oraș exista o creație de artă futuristă, denumita D-toren (Turnul-D). Orașul este localizat pe râul Oude IJssel, în partea provinciei Gelderland, numita Achterhoek. Orașul avea în 2005, 57.600 locuitori și o suprafață de 79,66 km ² (din care 1,50 km² este apă), ceea ce îl face să fie, cel mai mare oraș ca populație din Achterhoek.

## Localități componente
Doetinchem, Gaanderen, Wehl, Dichteren, Nieuw-Wehl, Overstegen, De Huet, De Hoop, Oosseld, Schöneveld.

## Istorie
În urma cercetărilor arheologice au fost descoperite rămășițe de cranii, ceramică și varfuri de săgeți de silex care au permis determinarea faptului că zona a fost locuită de mai bine de 11.000 de ani. Vânătorii preistorici au fost urmați de triburi celtice și germanice ca francii și saxonii. Au fost găsite monede romane și de asemenea există dovezi arheologice că zona a fost jefuită în urma incursiunile vikingilor. 
Prima atestare documentară a numelui Doetinchem este într-un document din anul 838, care menționează o "vila Duetinghem", o localitate cu o mică biserica. În 887, există o altă mențiune ca "Deutinkem", o cetate cu o biserică care a fost ce aparținea Episcopiei de Utrecht. Ortografia a variat de-a lungul secolelor, „Duttichem”, „Duichingen” sau „Deutekom” fiind doar câteva exemple. 
Pentru o lungă perioadă de timp Doetinchem rămas un o localitate mică, dar în jurul anului 1100 a început să crească și, după mai multe încercări de jefuire, un zid de apărare a fost construit in jurul orașului. În 1236, localității i-au fost acordate drepturile de  oraș (neerlandeză stadsrechten) de către Contele Otto al II-lea de Gelre și Zutphen. În schimbul acestora, orașul a contribuit cu impozite și soldați pentru armata contelui. De asemenea, noul consiliu orășenesc a publicat regulile orașului, codificate în Regulamentul de Doetinchem (neerlandeză Keurboek van Doetinchem), cod care stabilește pedepsele pentru încălcări ale legii.
În 1226, Doetinchem se confrunta cu un pericol în creștere al jefuitorilor, astfel încât zidul orașului a fost înălțat cu încă un metru. Zidul dispunea de patru bariere de trecere, care, fiind puncte slabe, au fost înlocuite în timp de patru mari porți cunoscute sub numele de: Hamburgerpoort (construită în 1302), Waterpoort, Gruitpoort și Hezenpoort. Mai târziu fortificațiile au fost sporite prin săparea unui șanț în jurul zidului și prin instalarea de metereze în fața acestuia; moara de vânt din centrul orașului - "walmolen" (neerlandeză „Wal”= metereze, „molen” = moară), este situată pe un teren ocupat de acestea. În ciuda acestor apărarari, Doetinchem a fost asediat de mai multe ori și în timpul războiului de optzeci de ani a fost asediat și cucerit de două ori. În cele din urmă zidurile a început să fie considerate redundante (sau, poate, ineficiente) și în 1672, au fost demolate. Totuși, doar în a doua jumătate a secolului XIX, porțile orașului și cea mai mare parte a meterezei au fost îndepartate.
Din primii sai ani, Doetinchem a fost o importantă piață pentru agricultorii din regiune; piața avea loc în piața centrală, numită „Simonsplein” până la al doilea război mondial.
Doetinchem a avut partea sa de dezastre. În afară de asediile menționate mai sus, în 1527 un mare incendiu a distrus cea mai mare parte a orașului, inclusiv arhiva orașului (ceea ce înseamnă că, multe date anterioare din istoria Doetinchem sunt oarecum indoielnice) iar în 1580 cea mai mare parte a populatiei orașului a fost ucisă de ciumă; au fost de asemenea și inundații ocazionale.
Cu toate acestea, în ciuda faptului că Doetinchem este numai la 10 km, de frontiera germană, pentru că Olanda nu a fost implicată în primul război mondial, Doetinchem nu a avut de suferit de pe urma conflagrației, singurele activități militare fiind rezumate la detașarea câtorva agenți de frontieră în acea perioadă. Chiar și din timpul celui de al doilea război mondial, inițial, Doetinchem nu a avut mul de suferit, suportând doar o mică forță de ocupație germană iar orasul a scapăt de cele mai rele efecte ale Foameteii de iarnă din 1944. Totuși, unii deținuți au fost executați după ce au fost implicați în asasinatul din Putten al unui important ofițer german, de catre Rezistența olandeză și in mod dezastruos, în martie și aprilie 1945, centrul orașului a fost în mare parte distrus de bombardamentele aliate, fost destinate orașelor germane din partea cealaltă a frontierei, sau după cum spun , fie distrugerii fortificațiilor germane din Doetinchem. Care dintre cele două posibilități este adevărata niciodată cu adevărat nu a fost clarificat și există încă unele discuții în legătură cu adevăratele intenții ale bombardamentelor. Orasul propriu-zis a fost eliberat de către regimentul canadia „The Calgary Highlanders”, în 1945, după o scurtă luptă.
În deceniile de după război, Doetinchem a crescut și în câțiva ani a depășit celelalte orașe din regiunea Achterhoek: Doesburg, Winterswijk și Zutphen. Compania Philips, a avut o fabrica timp de câțiva ani în oraș. 
Actualmente (2005), orașul Doetinchem este încă în creștere, astfel că sunt construite noi cartiere, cum ar fi Dichteren iar comuna a fost extinsă prin încorporarea comunelor mai mici din vecinătate, cum ar fi Wehl.

## Sport
Doetinchem are propria echipa de fotbal în prima divizie olandeză Eredivisie: De Graafschap. Stadionul De Graafschap a fost recostruit recent pentru a-l transforma într-o arenă cu toate locurile pe scaune. Tribunele sunt complet acoperite, cu acoperiș vopsit în albastru și alb, culorile clubului.
Orașul are o piscina interioara, Rozengaarde. 
Din anul 2005, un maraton de patru zile este organizat care începe și se termină în Doetinchem și trece prin Achterhoek. 

## Personalități din Doetinchem
- Carel Hendrik Ver Huell (n. 4 februarie 1764 - d. 25 octombrie 1845, Paris) - politician
- Geert D. Dales (n. 1952) - politician
- Jan Rietman (n. 1952) -  pianist
- Maria Martens (n. 1955) -  politician
- John Hondorp (nascut 1964) - organist de jazz
- Desi Reijers (n. 1964) - înotător
- Paul Bosvelt (n. 1970) - fotbalist
- Chris Bruil (n. 1970) - jucător de badminton
- Arnoud Okken (n. 1982) - alergător de semifond